# Ioan Bob
Ioan Bob, magyar forrásokban Bab János vagy Babb János (Ormány, 1739. október 14. – Balázsfalva, 1830. október 2.) erdélyi román görögkatolikus püspök, nyelvész.

## Élete
A gimnáziumot Kolozsvárott, teológiai tanulmányait Nagyszombatban végezte. Különböző hivatalokat töltött be a jezsuita rendnél Székelyudvarhelyen (1765-1769) és Balázsfalván (1769-1773). 1778-ban pappá szentelték, 1784-ben balázsfalvi püspökké. 1791-ben a nagyszebeni görögkeleti püspökkel, Gherasim Adamovici-csal több beadványt intézett a bécsi udvarhoz a románok sérelmeivel kapcsolatban.

## Művei
Egyetlen megjelent munkáját, amely egy magyar–román–latin szótár, Kolozsvárott adta ki: Dictionariu romanesc, lateinesc si ungaresc. Kolozsvár, 1822–23. Két kötet. A szótár mintegy 11 000 román szót tartalmazott.